# Walter Charles
Walter Charles Jacobsen (* 4. April 1945 in East Stroudsburg, Pennsylvania; † 4. August 2023 in Cleveland, Ohio) war ein US-amerikanischer Schauspieler und Sänger.

## Leben
Charles war der Sohn von Catherine C. Carstensen und Theodore E. Jacobsen, Eltern dänisch-österreichischer Abstammung. Er wuchs in Sparta in New Jersey auf, wo er die High School besuchte und erste Berührungen mit der Musik hatte und Klavier lernte. Nach seiner Schulzeit setzte er seine musikalische Laufbahn an der Bucknell University in Lewisburg fort, wo er Klavier studierte. Anschließend wechselte er als Musikstudent an die Boston University. Nachdem ihn der künstlerische Leiter in der Chorgruppe singen gehört hatte, ermutigte er Charles, Gesang zu studieren: Er studierte fortan bei der Altistin und Gesangslehrerin Mary Davenport. 1966 machte er schließlich seinen Abschluss an der Universität von Boston; im selben Jahr starb sein Bruder Theodore.
Nachdem er im Alter von 71 Jahren aufgrund von gesundheitlichen Problemen in den Ruhestand gehen musste, zog er aus seiner Wohnung im „Bradford“ in der Upper West Side aus und lebte von da an in seinem Refugium, dem waldreichen Roscoe, New York, wo er mit seiner langjährigen Lebensgefährtin Leslie Thompson seinen Lebensabend verbrachte. Im Jahr 2019 heiratete das Paar.
Er verstarb im Alter von 78 Jahren an den Folgen frontotemporaler Demenz im Cleveland Clinic Fairview Hospital.

## Karriere
Charles hatte eine 40 Jahre umfassende Karriere am Broadway als Musicaldarsteller in New York City, war aber auch in Off-Broadway-Aufführungen und auf regionalen Bühnen zu sehen. Später folgten Auftritte im In- und Ausland, beispielsweise in Kanada und im Vereinigten Königreich sowie in Spielstätten wie der Carnegie Hall, der Royal Albert Hall und dem London Palladium.
Nach seinem Universitätsabschluss im Jahr 1966 arbeitete er zunächst als „singender Kellner“ in Dinnertheatern und trat bei Bustourneen im Vokalensemble auf, bevor er 1972 die Rolle des Vince Fontaine in der Originalbesetzung von Grease erhielt, neben John Travolta, Jerry Zaks, Marilu Henner und Judy Kaye – viele von ihnen ebenfalls am Anfang ihrer Schauspielkarriere. Im Anschluss wurde er die Zweitbesetzung von Len Cariou, der die Titelrolle – den dämonischer Barbier – in der Originalproduktion von Sweeney Todd an der Seite von Angela Lansbury spielte; während der gesamten Spielzeit kam er jedoch nicht zum Einsatz, da der pflichtbewusste Cariou keine Vorstellung versäumte. Am Abschlussabend überreichte ihm Cariou eine Karte mit den Worten: „Tut mir leid, Walter.“
Es folgten kleinere Rollen in Leonard Bernsteins 1600 Pennsylvania Avenue und Andrew Lloyd Webbers Cats und Charles nahm Schauspielunterricht bei Mary Tarcai vom berühmten Neighborhood Playhouse, um seine schauspielerischen Fähigkeiten weiterzuentwickeln. Der Durchbruch gelang ihm als Zweitbesetzung für George Hearn in La Cage aux Folles (dt. Ein Käfig voller Narren), dem mit einem Tony Award ausgezeichneten Musical, das 1983 zu Beginn der AIDS-Pandemie uraufgeführt wurde; seine klangvolle Baritonstimme beeindruckte den Autor Jerry Herman und den Regisseur Arthur Laurents derart, dass sie ihm die Hauptrolle als Albin gaben, als Hearn die Show verließ.
Charles verkörperte Albin, der als Drag Queen „Zaza“ aus La Cage Aux Folles in High Heels und mit Boas das Titellied I Am What I Am sang; seine eindringliche Baritonstimme begeisterte das Publikum und Kritiker zugleich und seine vielseitige Darstellung wurde zu seinen bekanntesten Auftritten am Broadway.
Ein weiterer Höhepunkt seiner Bühnenkarriere war die erste Produktion von Charles Dickens’ A Christmas Carol im Madison Square Garden im Jahr 1994, unter der Regie von Mike Ockrent und mit Liedern von Alan Menken und Lynn Ahrens. Die Verkörperung des Ebenezer Scrooge zählte – auch für ihn – zu seinen besten Darstellungen und er „flog“ in einigen Szenen über ein Drahtseilsystem über das Publikum. In einem Interview erzählte Charles, dass er glaubte, dass ein Unfall „wohl das Ende von Scrooge und seiner Karriere sein könnte“ – zudem war der Spielplan mit vier Vorstellungen pro Tag an Wochenenden anspruchsvoll.
Neben seiner Arbeit auf der Bühne hatte er auch Auftritte in Fernsehserien und im Film. So spielte er in Serien wie Cagney & Lacey, Kate & Allie, Law & Order und The $treet – Wer bietet mehr? sowie in Filmen wie Ärger, nichts als Ärger, Der stählerne Vorhang mit Nick Nolte, Fletch – Der Tausendsassa und in Jessica und das Rentier.
Seine Krankheit beendete seine Karriere im Jahr 2016, als er zum letzten Mal in der Rolle des George neben Lee Roy Reams in La Cage aux Folles am Wick Theater in Boca Raton in Florida auftrat.
Im deutschen Sprachraum wurde Charles unter anderem von Ulf Jürgen Söhmisch synchronisiert.

## Filmografie (Auswahl)
- 1982: Sweeney Todd: The Demon Barber of Fleet Street (Fernsehfilm)
- 1985: Cagney & Lacey (Fernsehserie)
- 1986: Ärger, nichts als Ärger
- 1987: Der stählerne Vorhang (Weeds)
- 1989: Kate & Allie (Fernsehserie)
- 1989: Fletch – Der Tausendsassa
- 1989: Jessica und das Rentier
- 1999: Law & Order (Fernsehserie)
- 2000: The $treet – Wer bietet mehr? (The Street; Fernsehserie)

## Theater (Auswahl)
- 1972–1980: Grease (Eden Theatre/ Broadhurst Theatre/ Royale Theatre/ Majestic Theatre, Broadway, New York City)
- 1976–1976: 1600 Pennsylvania Avenue (Mark Hellinger Theatre, Broadway, New York City)
- 1979–1980: Sweeney Todd (Uris Theatre, Broadway, New York City)
- 1982–2000: Cats (Winter Garden Theatre, Broadway, New York City)
- 1983–1987: La Cage aux Folles (Palace Theatre, Broadway, New York City)
- 1986–1989: Me and My Girl (Marquis Theatre, Broadway, New York City)
- 1990–1991: Aspects of Love (Broadhurst Theatre, Broadway, New York City)
- 1994: A Christmas Carol (Madison Square Garden, New York)[5]
- 1998: La Cage aux Folles (Cape Playhouse, Dennis, Massachusetts)[1]
- 1999–2001: Kiss Me, Kate (Martin Beck Theatre, Broadway, New York City)
- 2002: Company (Kennedy Center im Eisenhower Theater, Washington, D.C.)[1]
- 2002: Sweeney Todd (Kennedy Center im Eisenhower Theater, Washington, D.C.)[1]
- 2002–2002: The Boys from Syracuse (American Airlines Theatre, Broadway, New York City)
- 2003–2003: Big River (American Airlines Theatre, Broadway, New York City)
- 2005: Children and Art (New Amsterdam Theatre, Broadway, New York City)[7]
- 2005–2006: The Woman in White (Marquis Theatre, Broadway, New York City)
- 2006–2007: The Apple Tree (Studio 54/ Roundabout Theater, Broadway, New York City)
- 2008: My Fair Lady (Ahmanson Theatre, Los Angeles)[1]
- 2011–2012: Anything Goes (Stephen Sondheim Theatre, Broadway, New York City)
- 2016: La Cage aux Folles (Wick Theater, Boca Raton)[5]